# Protaetia pectoralis
Protaetia pectoralis es una especie de escarabajo del género Protaetia, familia Scarabaeidae. Fue descrita científicamente por Mohnike en 1871.
Habita en Célebes.